# تورستن شميتز
تورستن شميتز (بالألمانية: Torsten Schmitz) (مواليد 26 أغسطس 1964) هو ملاكم ألماني شرقي، مثّل بلاده في الألعاب الأولمبية الصيفية 1988.

## روابط خارجية
تورستن شميتز على موقع أوليمبيديا (الإنجليزية)